# 亚硝酰氟
亚硝酰氟（NOF）是一种共价型的亚硝酰化合物。

## 制法
- 氟与一氧化氮直接反应：

2 NO + F2 → 2 NOF
- 氮氧化物用二氟化银、氟化铯等试剂氟化：

NO + AgF2 → NOF + AgF
N2O4 + CsF → NOF + CsNO3
- 用纯净的氟硼酸亚硝酰与干燥的氟化钠反应在300°C下反应：

NOBF4 + NaF → NaBF4 + NOF

## 反应
NOF是一种十分活泼的氟化剂，能将多种金属转化为它们的氟化物，并释放出一氧化氮：
n NOF + M → MFn + n NO
NOF也能与路易斯酸反应产生类似于盐的加合物，例如NOBF4和(NO)2XeF8。
-78°C的真空条件下，亚硝酰氟能与一氟化氯形成加合物：
NOF + ClF → NO+ClF2-
产物是白色固体，在-110°C以下稳定，一旦受热又分解成原来的反应物。类似加合物还有NO+ClF4-，它比NO+ClF2-略稳定。
亚硝酰氟的水溶液能溶解金属，其作用机理与王水类似。亚硝酰氟先与水反应产生亚硝酸和氢氟酸，然后亚硝酸歧化分解产生硝酸和一氧化氮：
NOF + H2O → HNO2 + HF
3 HNO2 → HNO3 + 2 NO + H2O
亚硝酰氟也能将醇转化为亚硝酸酯：
ROH + NOF → RONO + HF

## 用途
亚硝酰氟在有机合成中用作溶剂、氟化剂和硝化试剂。例如可由酸甾胆酯制备5a-氟代甾酮，从环烯制ω-氰基醛。它也在火箭推进剂中用作氧化剂。